# Jörg Breu il Vecchio

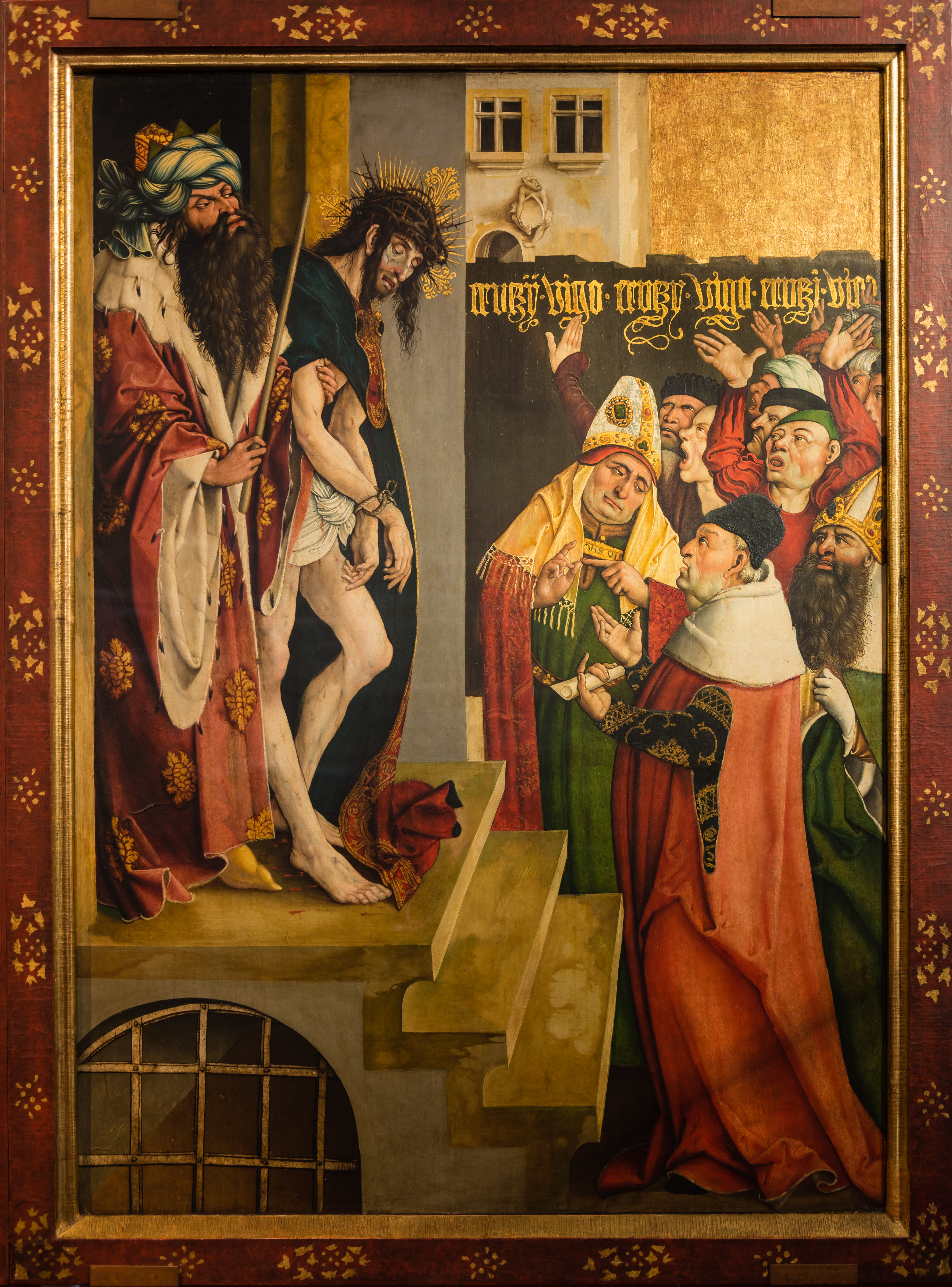
Ecce Homo, 1502, Abbazia di Melk.

Jörg Breu il Vecchio (Augusta, 1475 – Augusta, 1537) è stato un pittore tedesco, che diffuse in Germania l'arte del Rinascimento italiana.

## Biografia

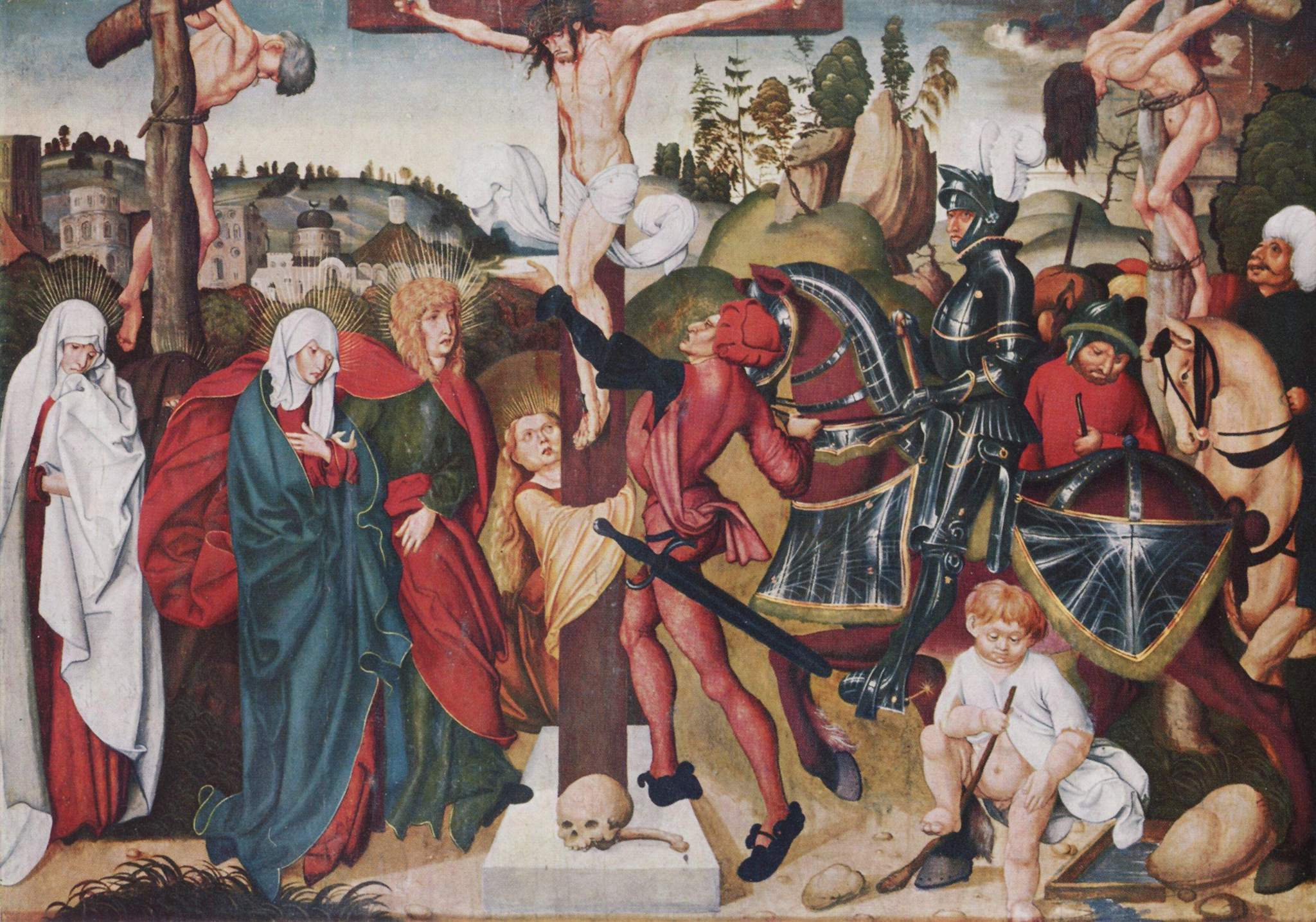
Altare di Aggsbacher.

Si formò artisticamente nella sua città e nella sua prima opera ufficialmente documentata, l'altare raffigurante Storie di Cristo del 1501 (abbazia di Herzogenburg) conservò elementi pittorici tipicamente svevi. 
In quegli anni il pittore soggiornò in Austria per un viaggio di studio. 
Nel 1502 rientrò ad Augusta, dove iniziò a svolgere la carriera di maestro d'arte.

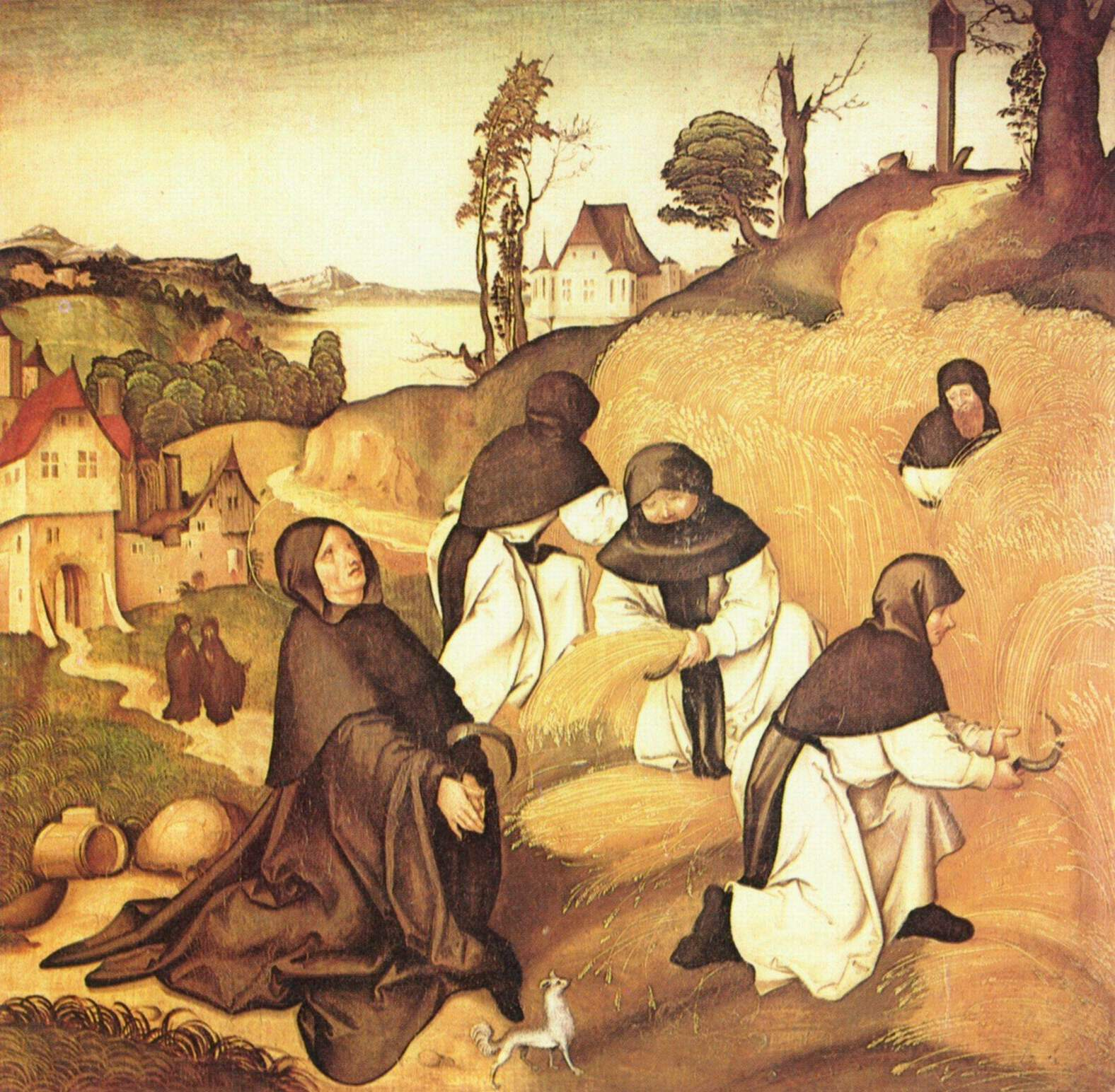
Altare di Bernhard: scene di lavoro monacale.

Intorno al 1508 si trasferì in Italia e due anni dopo realizzò l'altare con Storie di Maria, che presentò qualche accostamento allo stile di Holbein il Vecchio.
Dal 1512 Breu, con la Vergine e Santi, evidenziò influenze di Burgkmair che lo accompagneranno per tutto il resto della carriera.
Un secondo viaggio italiano, effettuato nel 1514, si tradusse nel Sansone e sulla facciata del Municipio di Augusta.
Verso il 1520 il pittore eseguì le ante di organo nella chiesa di Sant'Anna dove risultarono evidenti alcuni elementi del Dürer, del Polack e del Mair von Landshut.
Dopo una serie di opere intermedie, quali la Lucrezia del 1528, negli ultimi anni di carriera, Breu ritornò sugli affreschi senza trascurare le celebri xilografie, abitualmente con tematiche militaresche e prese in prestito dalla letteratura, come nell'esempio della Cronaca delle donne famose.
Suo figlio, Jörg Breu il Giovane (1510-1547) seguì le orme del padre divenendo un noto xilografo.

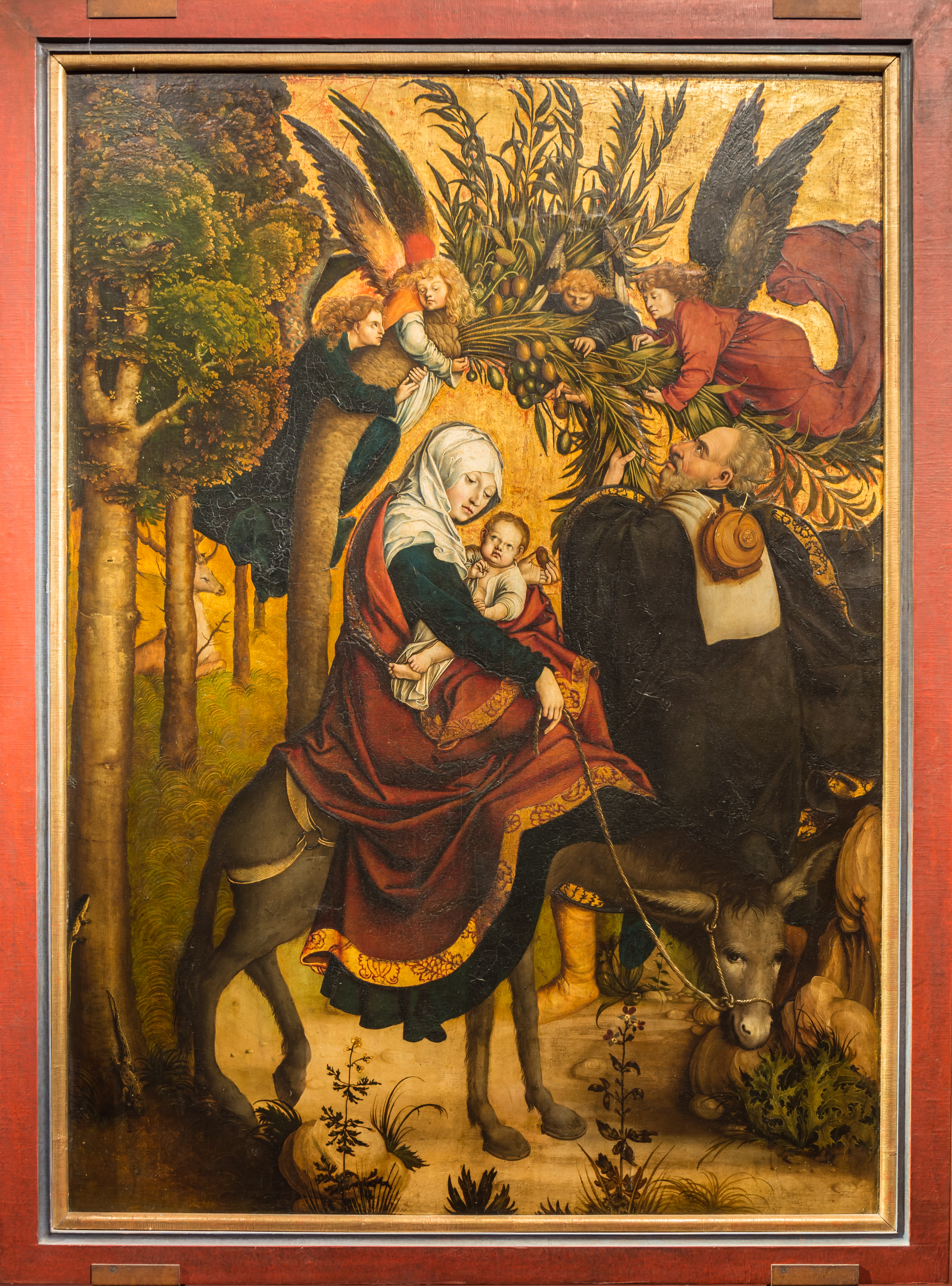
Altare di Melker, 1502, Abbazia di Melk
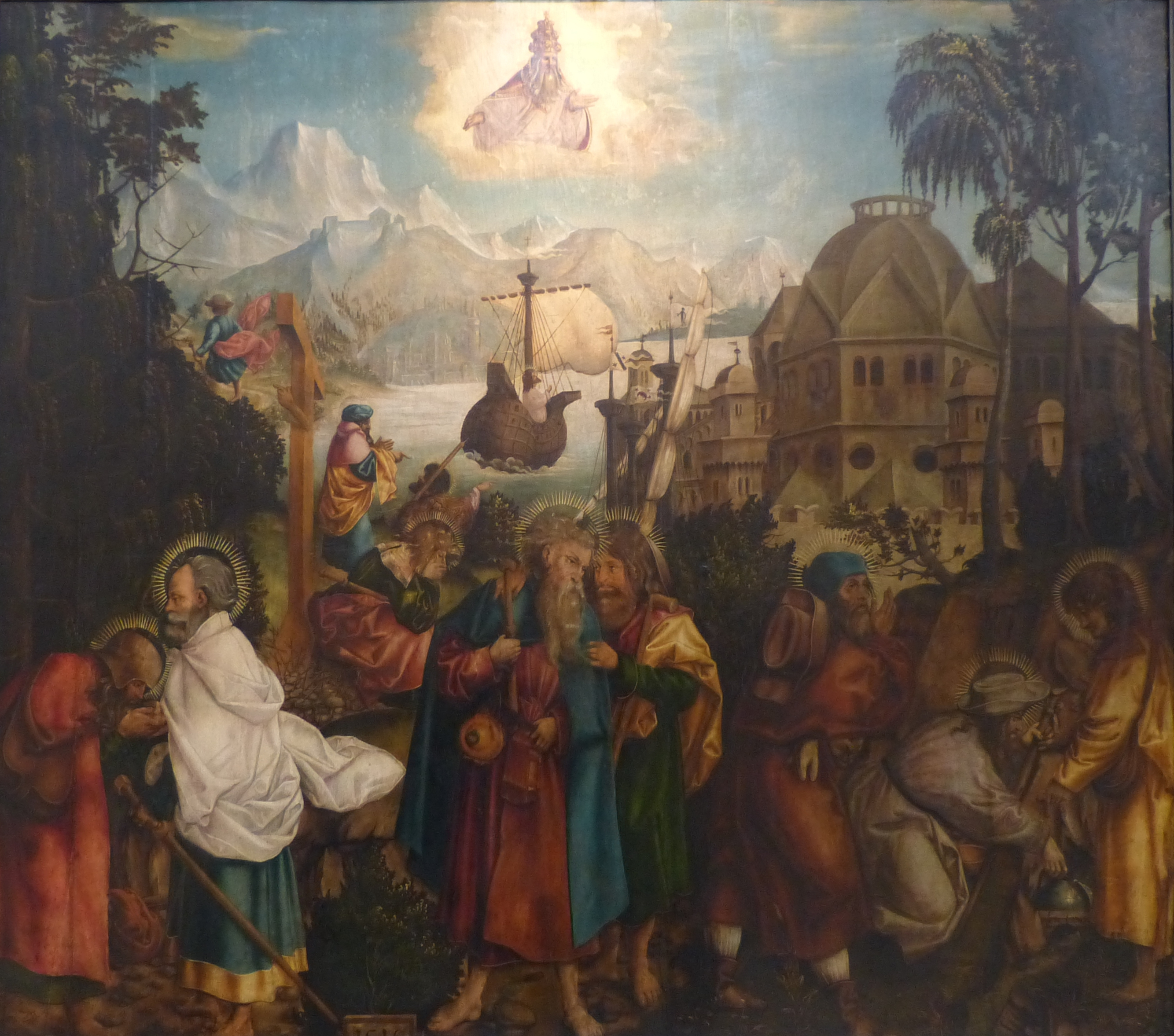
Atti degli Apostoli, 1514
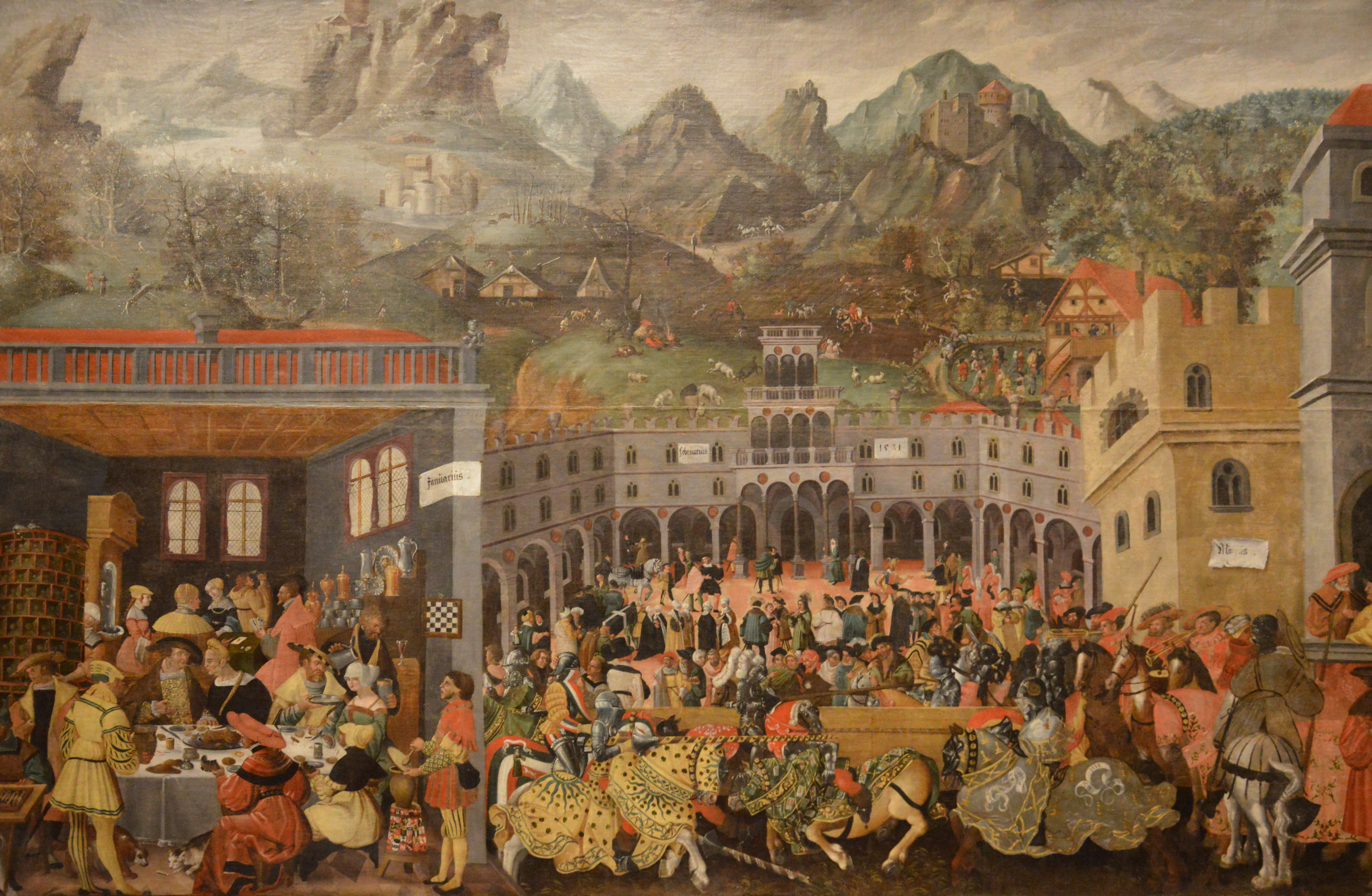
Augusta, lavori primaverili, 1531, Deutsches Historisches Museum

## Opere principali
- Preghiera di San Bernardo della pala d'altare con lo stesso nome, 1500, Stift Zwettl, Austria
- Pala d'altare di Aggsbach, 1501, Herzogenburg, Augustiner Chorherren-Stift, Austria
- Pala d'altare di Melk, 1502, Museum Stift Melk, Austria
- Vittoria di Scipione su Annibale, Monaco di Baviera, Pinacoteca
- Madonna con Caterina e Barbara, 1512, Museo dei Berliner
- Atti degli Apostoli, 1514, Augusta, Museo di belle arti
- Adorazione dei re 1518, Koblenz, Hospitalkirche
- Madonna, Vienna, Kunsthistorisches Museo di Vienna, collezioni del castello di Ambras
- Pala d'altare della Passione, 1502
- La storia di Lucrezia, 1528, Monaco di Baviera, Galleria d'arte
- Massacro di Zama, 1530, Alte Pinakothek Monaco di Baviera
- Meitingsches Epitaffio, circa 1534, chiesa di Sant'Anna, Augusta